# Pantelís Vúlgaris
Pantelís Vúlgaris (en griego: Παντελής Βούλγαρης) es un director de cine griego nacido el 2 de octubre de 1940 en Atenas, que ha trabajado en más de cuarenta películas. 

## Carrera cinematográfica
Cercano a Theo Angelopoulos, Voulgaris es uno de los representantes más conocidos del nuevo cine griego. Estudió Dirección en el Instituto de Cinematografía de Atenas. Después continuó con dirección de teatro y actuación en la televisión. Durante la dictadura militar griega tuvo que exiliarse durante seis meses en 1973.
Sus películas han sido estrenadas en varios festivales, entre ellos los de Berlín, Venecia y Moscú y han logrado grandes recaudaciones. En el festival de Tesalónica de 2002 fue objeto de una retrospectiva que mostró no sólo sus películas sino también sus cortometrajes, películas y trabajos para televisión.
Una de sus últimas películas es la galardonada Nyfes, que contó con la colaboración del director americano Martin Scorsese (como productor), Giorgos Arvanitis, conocido por su trabajo con el también director griego Theo Angelopoulos, y con la novelista Ioanna Karystiani (Premio Nacional de Literatura de Grecia) en calidad de guionista.
Está casado con la novelista Ioanna Karystiani y tienen dos hijos.

## Filmografía
- 1965 : O kleftis (Ο κλέφτης), cortometraje 18 min
- 1966 : Jimis o tigris (Τζίμης ο τίγρης), cortometraje 14 min
- 1969 : (Ο χορός των τράγων), Documental
- 1972 : To Proxenio tis Annas, (Το προξενιό της Άννας)
- 1973 : O Megalos Erotikos, (Ο μεγάλος ερωτικός), Música de Manos Hadjidakis
- 1976 : Haroumeni Imera (Happy Day), música de Dionysis Savvopoulos
- 1980 : Eleftherios Venizelos: 1910 -1927 (Ελευθέριος Βενιζέλος: 1910 – 1927)
- 1985 : Petrina Chronia (Πέτρινα χρόνια)
- 1988 : I Fanella Me To 9, (Η φανέλλα με το νούμερο), libro de Menis Koumandareas
- 1991 : I Isiches Meres tou Avgoustou (Οι ήσυχες μέρες του Αυγούστου)
- 1995 : Acropol (Ακροπόλ)
- 1998 : Ola ine dromos (Όλα είναι δρόμος, Es ist ein langer Weg)
- 2004 : Nyfes (Νύφες, Novias)
- 2013 : Mikra Agglia (Μικρά Αγγλία, Pequeña Inglaterra)

## Galardones
- 1966: premio en el Festival Internacional de Cine de Tesalónica por Tzimis o tigris,
- 1972: premios en el Festival Internacional de Cine de Berlín y en el de Tesalónica por To proxeneio tis Annas,
- 1976: premio en el Festival de Tesalónica por Happy Day,
- 1985: premios en el Festival Internacional de Cine de Venecia y en el de Tesalónica por Petrina hronia,
- 2004: premio en el Festival de Tesalónica por Nyfes,